# Солана Моралес, Фернандо
Фернандо Солана Моралес (исп. Bartolomé Carbajal y Rosas; 8 февраля 1931, Мехико, Мексиканские Соединенные Штаты — 23 марта 2016, там же) — мексиканский государственный деятель, министр иностранных дел Мексики (1988—1993).

## Биография
Окончил Национальный автономный университет Мексики. Затем работал профессором факультетов экономики, философии и политических наук, а также занимал должность генерального секретаря Университета (1966—1970).
Являлся директором по планированию и финансированию Национальной компании народного проживания (CONASUPO), а затем работал в администрации Национального банка Мексики.
Неоднократно входил в состав правительства Мексики:
- 1976—1977 гг. — министр торговли,
- 1977—1982 гг. — министр образования. В этот период были созданы Национальный колледж технического профессионального образования и Национальный институт образования для взрослого населения,
- 1982—1988 гг. — генеральный директор Национального банка Мексики (Banamex), крупнейшего частного банка страны, который был до этого национализирован предыдущим правительством,
- 1988—1993 гг. — министр иностранных дел,
- 1993—1994 гг. — министр образования,
- 1994—2000 гг. — сенатор. Председатель комиссии по международным делам.

В конце срока своих сенатских полномочий стал директором Мексиканского фонда образования и развития, также являлся президентом мексиканского совета по международным делам. Входил в состав правлений ряда крупнейших мексиканских корпораций.
Национальный автономный университет Мексики присвоил ему почетную докторскую степень.